# Krzysztof Zieliński (lekarz)
Krzysztof Włodzimierz Zieliński (ur. 6 kwietnia 1950 we Wrocławiu, zm. 1 listopada 2023 w Łodzi) – polski naukowiec, lekarz wojskowy, profesor nauk medycznych, patomorfolog, pułkownik w stanie spoczynku Wojska Polskiego.

## Życiorys
Urodzony we Wrocławiu, tu spędził dzieciństwo i młodość. W czasach licealnych był zawodnikiem klubu „Juvenia” Wrocław, specjalizował się w pływaniu stylem motylkowym. Jest absolwentem II LO we Wrocławiu. Po maturze, w 1968, podjął sześcioletnie studia w Wojskowej Akademii Medycznej w Łodzi, które ukończył z wyróżnieniem w 1974 (z ósmą lokatą na roku). Po studiach zamieszkał na stałe w Łodzi, gdzie podjął pracę w macierzystej uczelni jako asystent (1975–1979). Po odsłużeniu obowiązkowych praktyk w jednostkach wojskowych jako lekarz (dowódca kompanii medycznej, 1980) powrócił do pracy naukowej w WAM; doktorat obronił w 1981 i pracował tam na stanowisku adiunkta (do habilitacji w 1989), następnie docenta, od 1994 profesora nadzwyczajnego, a od 1997 – profesora zwyczajnego.
Od 1998 kierował Katedrą Patomorfologii Klinicznej WAM. W 2002 opuścił szeregi wojska w stopniu pułkownika i podjął pracę w nowo utworzonym Uniwersytecie Medycznym w Łodzi, gdzie od tego czasu był kierownikiem Zakładu Patomorfologii i Cytopatologii Klinicznej. Przeszedł na emeryturę w 2020 r.
Był uczniem profesorów Andrzeja Kuliga i Leszka Woźniaka. Odbył staże w Instytucie Onkologii w Warszawie i Łodzi (1984), w Bildanalyse Lab. w Monachium (1986, 1996) oraz w King’s College w Londynie. Prowadził badania m.in. nad wykorzystywaniem metod ilościowych w diagnostyce patomorfologicznej oraz nad zagadnieniami mikrokrążenia w stanach patologii. Od 1975 był członkiem Polskiego Towarzystwa Patologów (od 1983 do 1989 był w nim sekretarzem Zarządu Głównego), od 1987 także International Society on Diagnostic Quantitative Pathology.
Był autorem prac naukowych, podręczników medycznych, a także książek popularyzatorskich z pogranicza medycyny; odznaczony m.in. Złotym i Srebrnym Krzyżem Zasługi. W latach 1991–1994 pełnił w Wojskowej Akademii Medycznej funkcję prorektora do spraw studenckich; był też (do 2002) Naczelnym Specjalistą Wojska Polskiego w dziedzinie patomorfologii.
Zmarł 1 listopada 2023 r.; pochowany 8 listopada na cmentarzu wojskowym św. Jerzego w Łodzi.

## Życie prywatne
Był synem prof. Henryka Zielińskiego, historyka i wnukiem Juliusza Zielińskiego, przedwojennego nauczyciela i działacza Związku Polaków w Niemczech oraz Zygmunta Szczotkowskiego, dyrektora kopalni „Janina” w Libiążu. Z żoną Elżbietą (również profesorem medycyny, pediatrą, 1952–2015) mieli syna.

## Publikacje
- Zarys zasad histomorfometrii w badaniach patomorfologicznych, 1994
- Nowotwory melanocytarne skóry. Atlas i leksykon histopatologicznych określeń diagnostycznych (współautor Leszek Woźniak), Wydawnictwo Olympus-Poland, Warszawa, 2001, ISBN 83-915159-0-7.
- Komputerowa analiza obrazu biomedycznego (współautor Michał Strzelecki), PWN, Warszawa, 2002, ISBN 83-01-13577-8.
- Słownik pochodzenia nazw i określeń medycznych. Antyczne i nowożytne dzieje chorób w ich nazwach ukryte (współautor Hanna Zalewska-Jura), Alfa Medica Press, Bielsko-Biała;
  - wyd. I, 2004, ISBN 83-88778-67-6.
  - wyd. II (poprawione i uzupełnione), 2019, ISBN 978-83-7522-157-2.
- Patologia obrażeń i schorzeń wywołanych współczesną bronią w działaniach wojennych i terrorystycznych (współautorzy: Marian Brocki, Marek K. Janiak, Andrzej Wiśniewski), wydawnictwo MON, Warszawa, 2010, ISBN 978-83-927103-4-9.
- Atlas patologii złośliwych nowotworów skóry (autorzy: Leszek Woźniak, Krzysztof W. Zieliński, Andrzej Kaszuba), Wydawnictwo Lekarskie PZWL, Warszawa, 2014, ISBN 978-83-200-4725-7.